# Xysticus semicarinatus
Xysticus semicarinatus là một loài nhện trong họ Thomisidae.
Loài này thuộc chi Xysticus. Xysticus semicarinatus được Eugène Simon miêu tả năm 1932.